# Pheladenia
Pheladenia é um género botânico pertencente à família das orquídeas (Orchidaceae).